# 삼성 갤럭시 엑스커버 5
삼성 갤럭시 엑스커버 5(Samsung Galaxy XCover 5)는 삼성 갤럭시 엑스커버 시리즈의 모델이며 2021년 3월 4일에 공개되었다. 이 스마트폰은 2022년 1월 14일에 대한민국에서 출시되었다.

## 디자인

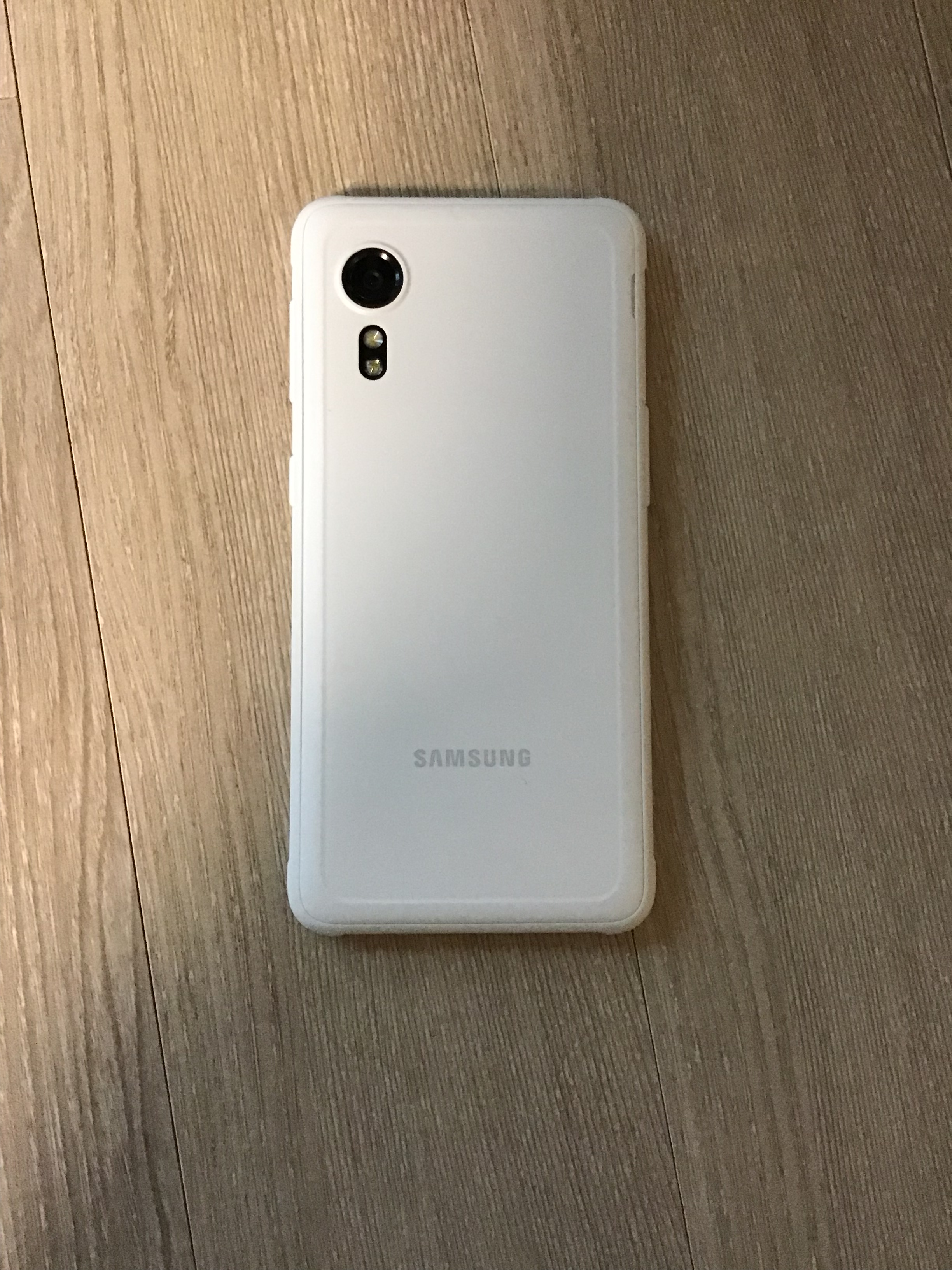
삼성 갤럭시 엑스커버 5의 후면

삼성 갤럭시 엑스커버 5는 알루미늄 프레임과 스크린용 플라스틱 백으로 제작되었다. 이 장치는 검은색 색상이 있다.

## 사양

### 하드웨어
그것은 확성기를 가지고 있는데, 하나는 아래쪽 가장자리에 있고 다른 하나는 이어피스로 두 배로 되어 있다. USB-C 포트는 다른 액세서리를 충전하고 연결하는 데 사용된다.
삼성 갤럭시 엑스커버 5는 엑시노스 850 시스템 온 칩, 옥타코어 (4x2.0GHz Cortex-A55 & 4x2.0GHz Cortex-A55) CPU, 말리-G52 GPU, 4GB RAM, 64GB 확장 불가능한 eMMC 5.1 내장 스토리지를 사용한다.
삼성 갤럭시 엑스커버 5는 3000mAh 배터리를 탑재했으며, 최대 15W의 빠른 충전이 가능하다. 그것은 IP68의 방수 등급을 가지고 있다.
삼성 갤럭시 엑스커버 5는 5.3인치 720p PLS LCD 디스플레이를 갖추고 있다. 디스플레이의 가로 세로 비율은 18.5:9이다.
삼성 갤럭시 엑스커버 5는 후면 카메라를 내장하고 있다. 와이드 f/1.8 렌즈 1600만 화소 센서인 전면 카메라는 500만 화소 센서를 사용한다. 30fps 속도로 1080p 동영상을 녹화할 수 있다.

### 소프트웨어
안드로이드 11 기반 One UI 3가 기본 탑재되었다.

## 같이 보기
- 삼성 갤럭시 엑스커버 2